# スチグマテラ属
スティグマテラ属はシストバクター科に属するグラム陰性の非芽胞形成好気性桿菌の一種。滑走による運動を行う。基準種はスティグマテラ・アウランティカである。名称は小さな印を意味する。GC比は68から69。
粘液細菌を代表する属で、土壌に存在して粘液を出しながら運動する。集団で行動し、後続の菌は先行する菌の出した粘液を追跡する。腐った植物などを溶かして栄養を得るが、栄養状態が悪くなると集合して粘菌胞子を多く含む小胞子嚢の複数入った黄色っぽい柄のある子実体を形成する。粘菌胞子は栄養状態の良い場所で発芽して栄養細胞となる。基準種のスティグマテラ・アウランティカは光による刺激を受けると子実体の形成を促進する。